# 冷泉経子
冷泉 経子（れいぜい つねこ、延宝6年2月11日（1678年4月2日） - 宝暦5年8月2日（1755年9月7日））は、東山天皇の典侍。父は権大納言の冷泉為経。養父は参議の水無瀬兼豊。春日局、東二条殿と称された。初名は兼子。法号は永寿院。

## 生涯
権大納言の冷泉為経の娘として生まれる。その後、参議水無瀬兼豊の養女となった。東山天皇の後宮に入り、1697年（元禄10年）に公寛法親王を生み、従三位となった。通称は春日局、後に東二条殿と称された。しかし、三宮（公寛法親王）の実父が天皇の弟の京極宮文仁親王であるという風説が流された上、三宮が霊元上皇に寵愛されていた経緯から、上皇と不仲であった天皇と近衛基熙は三宮を皇位継承から外すことを画策し、異母弟である中御門天皇が立てられることになった。
1755年（宝暦5年8月2日）、死去。享年78。法号は永寿院。